# Der Opernfreund
Der Opernfreund ist eine deutschsprachige Opernzeitung, welche inzwischen nur noch als Webseite betrieben wird.
Der Schwerpunkt der Artikel liegt auf umfangreichen Opern- und Konzertkritiken. Die Seite widmet sich jedoch dem gesamten Musiktheater. Es werden auch Operetten und Musicals besprochen sowie entsprechende DVDs und Bücher rezensiert. Neue Beiträge erscheinen mehrmals pro Woche und bilden das aktuelle Geschehen vorwiegend im deutschen Musiktheater ab. Es werden aber auch aktuelle Inszenierungen aus anderen Ländern, wie etwa Italien, Frankreich oder Ungarn besprochen. Die Seite berichtet aus über 500 Theatern, was in Anbetracht der Anzahl überhaupt existierender Musiktheater für den deutschsprachigen Raum nahezu eine komplette Darstellung ist. Eine weitere Besonderheit dieser Zeitung stellen die regelmäßigen und ausführlichen Berichte aus kleinen und mittleren Theatern dar. Bei kleinen Musiktheatern ist der Opernfreund, neben der Lokalzeitung, mitunter der einzige Rezensent und daher eine wichtige, überregionale Quelle für solche Inszenierungen. Andere Opernzeitschriften und -portale, wie zum Beispiel Opernglas, widmen sich fast ausschließlich den großen Häusern und berühmten Namen. Für den Opernfreund schreiben über 40 Autoren, welche ihre Artikel alle namentlich kennzeichnen. Die Kritiker arbeiten ehrenamtlich und schreiben teilweise auch für andere Opernmagazine und -portale, wie z. B. Orpheus, Operalounge oder Das Opernmagazin.
Die Seite verfolgt keinerlei finanzielle Interessen. Daher ist die Zeitung für den Leser auch kostenlos, und es werden keine Werbeanzeigen eingebunden. Die Webseite wird von verschiedenen gedruckten Opernbüchern empfohlen und in nationaler und internationaler Opernliteratur als Quelle zitiert.
Der Opernfreund vergibt für besonders gelungene Aufführungen den „Opernfreund-Stern“. Auch ein Negativpreis wird vergeben: Die „Opernfreund-Schnuppe“.